# تونانتزین کارملو
تونانتزین کارمِلو (به انگلیسی: Tonantzin Carmelo) یک بازیگر زن آمریکایی است. او بیشتر به خاطر نقش‌های بازیگری در فیلم، تلویزیون و استیج مانند مینی سریال به سوی غرب، اثر استیون اسپیلبرگ مشهور است.

## فیلم‌شناسی

### بازی‌های ویدئویی
| سال  | عنوان                 | نقش               | یادداشت |
| ---- | --------------------- | ----------------- | ------- |
| ۲۰۰۸ | فضای مرده             | کندرا دنیلز       |         |
| ۲۰۱۴ | گروه                  | روزانی            |         |
| ۲۰۱۶ | لگو انتقام‌جویان مارول | اکو (مارول کمیکس) |         |
| ۲۰۲۰ | سایبرپانک ۲۰۷۷        | جاس کاچر          |         |